# Раджендралал Митра
Раджа Раджендралал Митра (бенг. রাজেন্দ্রলাল মিত্র; англ. Rajendralal Mitra; 15 февраля 1824, близ Калькутты, Британская Индия — 26 июля 1891, там же) — видный индийский санскритолог, индолог, библиотекарь
, историк культуры.

## Биография
Представитель знатной бенгальской касты. Занимался самообразованием. В 1846 году был принят на работу библиотекарем а «Азиатское общество Бенгалии», в котором служил на протяжении всей своей жизни — заместителем секретаря, вице-президентом и, наконец, первым местным президентом в 1885 году.
Был первым президентом Азиатского общества Бенгалии в Калькутте, которое под покровительством индийского правительства представляет собой центр санскритологии в Индии.
Один из первых индийских исследователей и историков культуры, писавших на английском языке. Эрудит, новатор бенгальского Возрождения.
Поместил в издаваемой Азиатским обществом «Bibliotheca Indica» целый ряд древних санскритских произведений, частью с английским переводом или извлечениями. В «Notices of Sanscrit Manuscripts» (Кальк. 1871—90, 10 т.) дал краткие описания и изложения многих тысяч санскритских рукописей, которые большей частью находятся во владении частных лиц в Бенгалии. Затем издал описания санскритских грамматических рукописей азиатского общества и рукописей библиотеки магараджи Биканира (Кальк. 1877, 1880).
Перенёс инсульт и паралич. Умер от лихорадки.
Почётный член Королевского азиатского общества Великобритании и Ирландии (1865).
Иностранный член Королевской академии наук Венгрии (1865). Почётный член Американского восточного общества (1867).
Почётный доктор Калькуттского университета(1876). Член-корреспондент Немецкого восточного общества.

## Избранные труды
на английском языке:
- «The antiquities of Orissa» (Кальк., 1875 и 1880),
- «Buddha Gaya» (Кальк. 1878),
- «Indo-Aryans» (Лонд. 1881),
- «The Sanscrit Buddhist Literature of Nepal» (Кальк. 1882).

Кроме того, опубликовал ряд сочинений на бенгальском языке.